# Železniční viadukt (Červené Pečky)
Památkově chráněný železniční viadukt se nachází na železniční trati Kolín–Ledečko severozápadně od městyse Červené Pečky v okrese Kolín ve Středočeském kraji. Kamenný most se klene přes údolí Polepky poblíž osady Hranice v úseku mezi železničními zastávkami Červené Pečky a Ratboř. Železniční viadukt u Červených Peček je zapsán na Ústředním seznamu nemovitých kulturních památek České republiky od 2. ledna 1991.

## Popis stavby
Kamenný most se sedmi oblouky je 109 metrů dlouhý a jeho maximální výška nad údolím Polepky neboli Chotouchovského potoka je 31 metrů. 

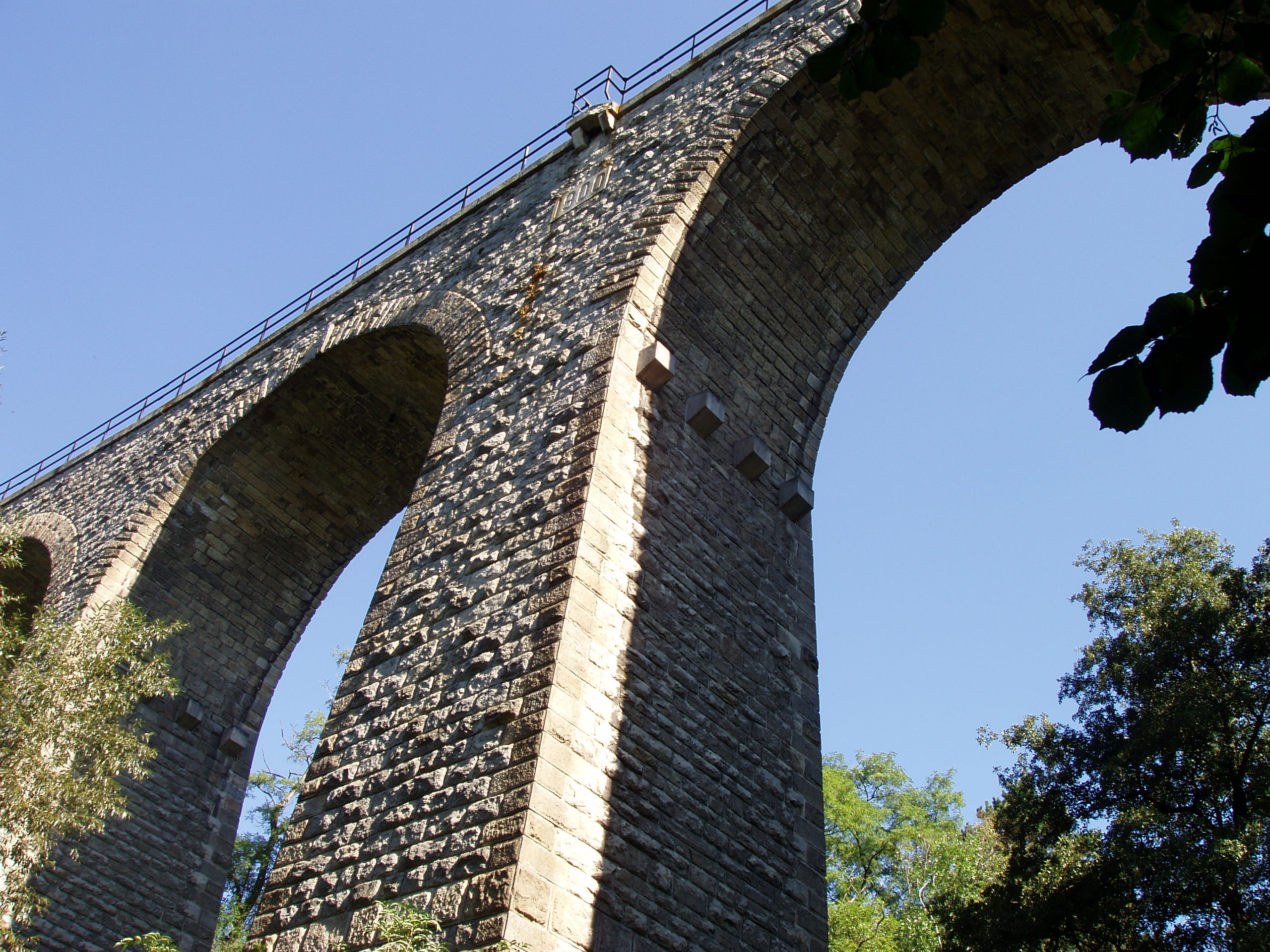
Mostní oblouky při pohledu z údolí

Most je půdorysně esovitě zakřivený. Půlkruhové oblouky o rozpětí 12 metrů jsou vyklenuty z bosovaných kvádrů z kutnohorského pískovce a ze žulových bloků, pocházejících z lomů u Lipnice nad Sázavou. Mírně kónické pilíře mostu jsou tvořeny drobnějším kamenným zdivem s kvádrovým obkladem a zhruba uprostřed jejich výšky jsou zpevněny kvádrovými věnci. Krajní opěry mostu a konce náspu jsou obloženy kyklopským zdivem.
Na jihozápadní straně mostu je pamětní deska s letopočtem „1900“, připomínajícím rok výstavby. Štěrkové lože, do něhož byl osazen kolejový svršek, bylo odvodněno pomocí otvorů ve vrcholcích kleneb. Při izolaci kleneb byly již uplatněny progresívní technologie, za tím účelem zde byl použit cementový potěr a izolace plstí napuštěnou asfaltem. Na mostě se dochovalo původní železné zábradlí.

## Historie
Koncese pro výstavbu místní dráhy  z Kolína přes Bečváry, Uhlířské Janovice a Rataje nad Sázavou do Čerčan byla udělena hraběti Leopoldu Šternberkovi 10. května 1899. Na úseku mezi Kolínem a Ratajemi byl zahájen provoz v prosinci 1900, celá trať pak byla zprovozněna v srpnu následujícího roku. Kamenný most přes údolí Polepky byl vybudován v roce 1900 během pouhých pěti měsíců. Viadukt postavila firma Ing. Osvalda Životského, na výstavbě mostu se podíleli také pracovníci z jižního Tyrolska.
Zpočátku nebyla trať příliš frekventovaná, například v roce 1912 zde v pracovní dny jezdily jen tři smíšené vlaky. O 90 let později to bylo osm osobních vlaků denně. Tyto spoje až do roku 2013 byly zajišťovány motorovými vozy řady 810, po tomto datu je nahradily tzv. Regionovy (motorové jednotky řady 814). Jízdní řád 2018/2019 uvádí v pracovních dnech na úseku Kolín – Uhlířské Janovice a zpět celkem 13 párů osobních vlaků.

## Okolí
V popisu viaduktu jako jedné z nejhodnotnějších tuzemských kulturních památek svého druhu je mimo jiné vyzdviženo citlivé zasazení zmíněné stavby do okolní krajiny. Součástí této krajiny je romantické údolí Polepky, v němž nechybějí ani vodopády a skály, z nichž nedaleká „Pašinka“ slouží horolezcům jako cvičný terén. 
V údolí Polepky bylo v dřívějších dobách celkem jedenáct mlýnů. V oblasti mezi mostem a Ratboří se v minulosti, zejména v druhé polovině 18. století, těžily české granáty neboli pyropy, které pak pro výrobu šperků zpracovávali kolínští brusiči – takzvaní granátníci. V okolí se nachází také několik archeologických lokalit. Nejblíže k mostu přímo u železniční tratě, jižně od Kohoutova mlýna, to je zaniklé hradiště Dobešovice z doby halštatské. Na jižním okraji Ratboře jsou pozůstatky hradiště Bořetice a mezi vesnicemi Pašinka a Polepy bylo lokalizováno pohřebiště ze starší doby bronzové. 